# Matthew Whitworth-Aylmer
Matthew Whitworth (ur. 1775, zm. 1850), oficjalny tytuł 5th Baron Aylmer – gubernator generalny Brytyjskiej Kanady. Za jego rządów kolonia wkroczyła w kryzys społeczny związany ze wzrastającymi aspiracjami Kanadyjczyków do niepodległości. Gubernator poparł ultrakonserwatywne ugrupowania w obu częściach kolonii. Narodziła się w tym czasie idea „odpowiedzialnego rządu”. Napięcie związane z sytuacją doprowadziło ostatecznie do wybuchu buntów za czasów urzędowania jego następcy.